# 斐濟經濟
斐濟經濟是諸多太平洋島國之中最近發達的一個。話雖如此，斐濟依然是個發展中國家。該國最大的產業為蔗糖出口、旅遊業、輕工業和礦業。斐濟是世界貿易組織會員，人口905,949人。